# Adad

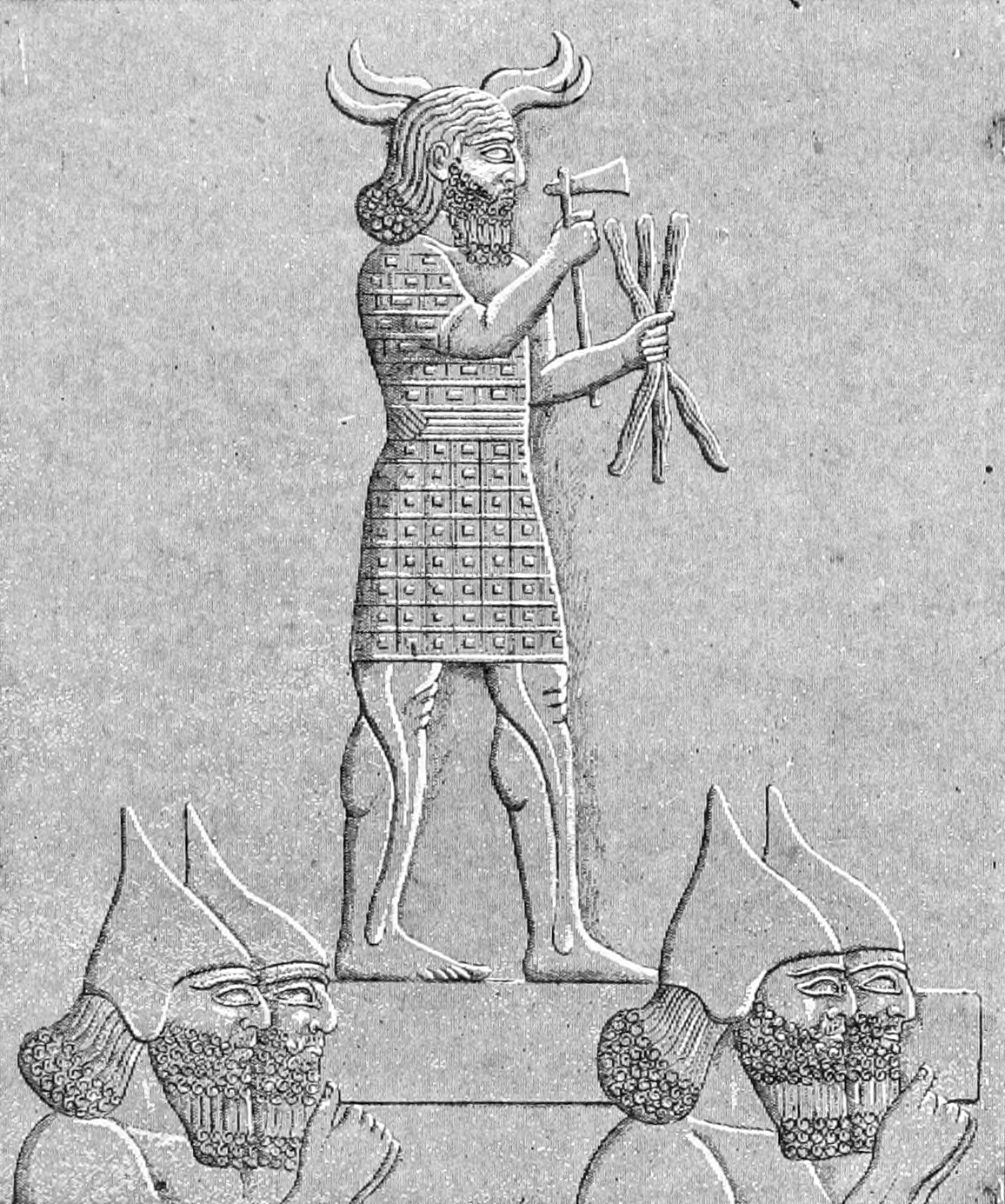
Assyrische krijgers dragen een beeld van Adad

Adad was in de (Akkadische) Babylonische mythologie de stormgod van regen, wind en donder. Volgens een groot tal van legenden was Anu zijn vader.
Adad zorgde naar verluidt voor de jaarlijkse gunstige winden en regens, waardoor de rivieren gingen overstromen en vruchtbaar slik op het land brachten. Hij droeg dan ook het epitheton Heer van de Overvloed. Hij zou in staat zijn in de toekomst te kijken en werd ook tot de goden gerekend die ooit een vernietigende zondvloed over de mensheid joegen.
Adad werd vaak voorgesteld terwijl hij op een stier (teken van vruchtbaarheid) stond, zwaaiend met een bundel van drie bliksemschichten in beide handen.
Het Assyrische heiligdom stond in Kurba'il.
Het Babylonische cultuscentrum van Adad/Ishkur was Karkara in het zuiden. Sjala, Adads echtgenote, werd vereerd in een tempel genaamd E. Durku.
In de Syrische mythologie van de Amorieten in Ugarit in Noord-Kanaän werd Adad Hadad genoemd. Het is ook dezelfde stormgod als de god Ishkur in de Soemerische mythologie.